# Подстаринська сільська рада
Подстаринська сільська́ ра́да (біл. Падстарынскі сельсавет) — адміністративно-територіальна одиниця у складі Івацевицького району Берестейської області Білорусі. Адміністративний центр — село Подстаринь.

## Склад
Населені пункти, що підпорядковувалися сільській раді станом на 2009 рік:
| Населений пункт | Тип  | Населення, осіб (2009) |
| --------------- | ---- | ---------------------- |
| Борки           | село | 108                    |
| Кушнери         | село | 55                     |
| Озерцо          | село | 104                    |
| Подстаринь      | село | 661                    |
| Руда            | село | 103                    |
| Сеньковичі      | село | 408                    |
| Холоп'я         | село | 118                    |

## Населення
За переписом населення Білорусі 2009 року чисельність населення сільської ради становила 1557 осіб.

### Національність
Розподіл населення за рідною національністю за даними перепису 2009 року:
| Національність                | Осіб | Відсоток |
| ----------------------------- | ---- | -------- |
| білоруси                      | 1498 | 96,21 %  |
| росіяни                       | 43   | 2,76 %   |
| українці                      | 8    | 0,51 %   |
| національність не повідомлена | 2    | 0,13 %   |
| євреї                         | 1    | 0,06 %   |
| татари                        | 1    | 0,06 %   |
| молдовани                     | 1    | 0,06 %   |
| араби                         | 1    | 0,06 %   |
| болгари                       | 1    | 0,06 %   |
| національність не вказана     | 1    | 0,06 %   |
| Разом                         | 1557 | 100 %    |